# Anax (insecto)

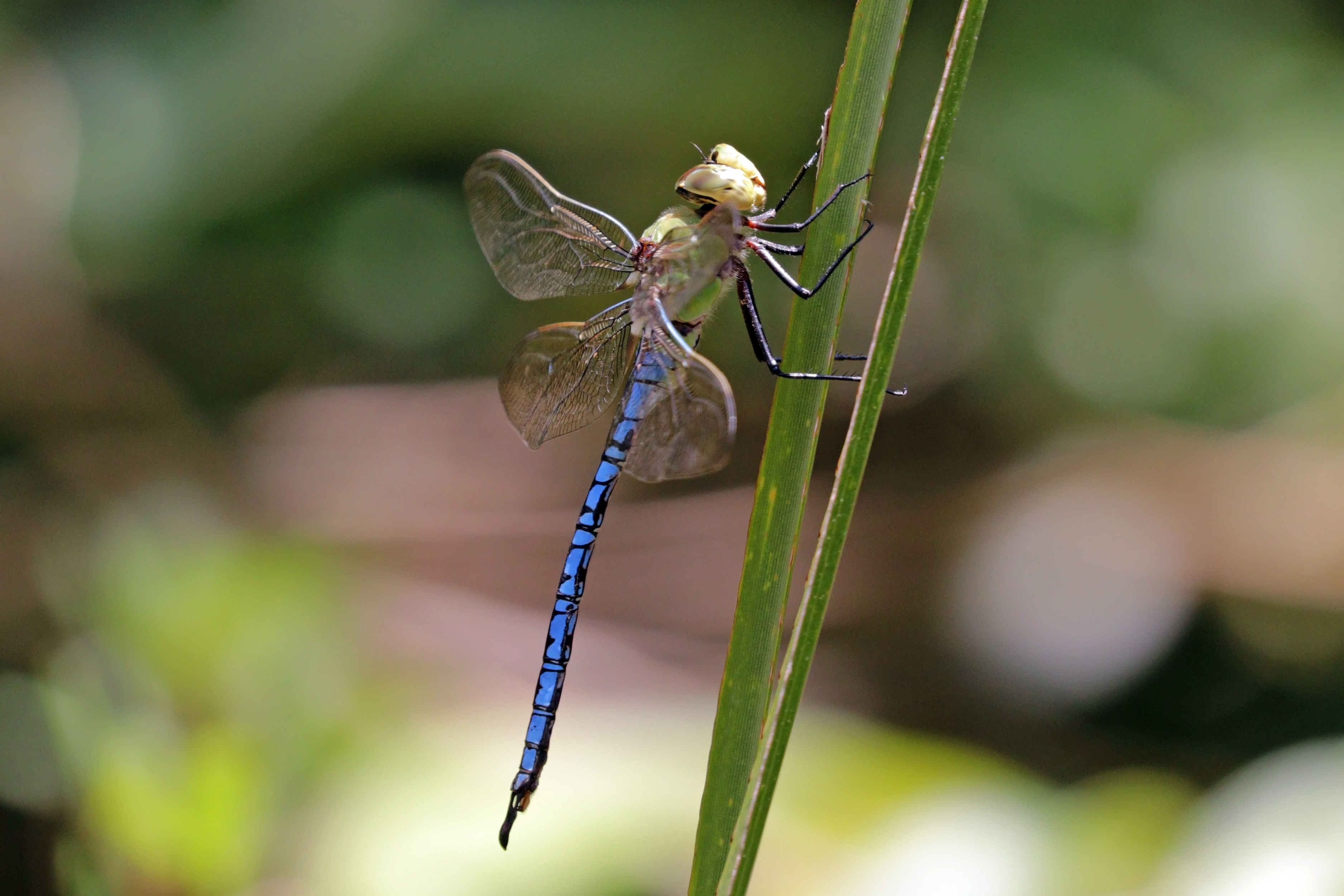
Macho A. tumorifer

Anax (del griego ἄναξ Anax, "rey") es un género de libélulas de la familia Aeshnidae. Incluye especies como Anax imperator.
Anax son libélulas grandes, generalmente de colores claros con colas oscuras y con marcas pálidas.
Algunas especies son migratorias (Anax junius).

## Especies
Incluye las siguientes especies:
- Anax amazili (Burmeister, 1839)[5]
- Anax bangweuluensis Kimmins, 1955
- Anax chloromelas Ris, 1911
- Anax concolor Brauer, 1865[5]
- Anax congoliath Fraser, 1953
- Anax ephippiger (Burmeister, 1839)
- Anax fumosus Hagen, 1867
- Anax georgius Selys, 1872[6]
- Anax gladiator Dijkstra & Kipping, 2015[7]
- Anax gibbosulus Rambur, 1842[6]
- Anax guttatus (Burmeister, 1839)[6]
- Anax immaculifrons Rambur, 1842[8]
- Anax imperator Leach, 1815[9]
- Anax indicus Lieftinck, 1942[10]
- Anax junius (Drury, 1773)[5]
- Anax longipes Hagen, 1861[5]
- Anax maclachlani Förster, 1898
- Anax mandrakae Gauthier, 1988
- Anax nigrofasciatus Oguma, 1915[11]
- Anax panybeus Hagen, 1867
- Anax papuensis Burmeister, 1839[12]
- Anax parthenope (Selys, 1839)[9]
- Anax piraticus Kennedy, 1934
- Anax pugnax Lieftinck, 1942
- Anax selysi Förster, 1900
- Anax speratus Hagen, 1867
- Anax strenuus Hagen, 1867[13]
- Anax tristis Hagen, 1867
- Anax tumorifer McLachlan, 1885
- Anax walsinghami McLachlan, 1882[5]

## Taxonomía
El género Anax fue descrito por William Elford Leach en 1815 en Brewster's Edinburgh Encyclopedia.